# Hnutí regulátorů
Hnutí regulátorů, také známé jako povstání regulátorů, válka regulátorů, bylo povstáním v provincii Severní Karolína v letech 1766 až 1771, ve kterém kolonisté povstali proti koloniálním úředníkům, které považovali za zkorumpované. Ačkoli povstání nezměnilo mocenskou strukturu, někteří historici je považují za jiskru americké války za nezávislost. Jiní, jako John Spencer Bassett, zastávají názor, že Regulátoři si nepřáli změnit formu nebo princip jejích vlády, ale jednoduše chtěli učinit politický proces kolonie více rovnoprávnějším. Chtěli lepší ekonomické podmínky pro každého, místo systému, který silně zvýhodňoval koloniální úředníky a jejich síť vlastníků plantáží, hlavně v blízkosti pobřeží. Bassett interpretuje události konce 60. let 18. století v Orange a okolních okresech jako „...povstání rolníků, lidový převrat“.